# 雅浦夫山
雅普夫山（/jæpfu/, YAP-FU ），是巴赖尔山脉的一座山峰，位于印度那加兰邦科希马县，距那加兰邦首府科希马以南约15（9英里）。山顶海拔3,048米（10,000英尺） ，它是印度那加兰邦第二高的山峰，也是巴赖尔山脉中最高的山峰。